# Antoni Agelet i Besa
Antoni Agelet i Besa fou membre de la Junta Revolucionària de Lleida durant el Sexenni democràtic el 1868 i diputat a les Corts. Era germà del també diputat Miquel Agelet i Besa.